# Lactarius payettensis
Lactarius payettensis é um fungo que pertence ao gênero de cogumelos Lactarius na ordem Russulales. É encontrado nos estados de Idaho e Colorado, nos Estados Unidos. Não é comestível.